# Capella (Stern)
Capella (lat. für „kleine Ziege“) oder Kapella ist der Hauptstern (α Aurigae) im Sternbild Fuhrmann. Der Name geht auf das lateinische Diminutiv des Wortes capra (weibliche Ziege), Zicklein, zurück. Die griechische Mythologie beschreibt, dass der griechische Gott Zeus von der Ziege Amaltheia genährt wurde, als er auf Kreta aufwuchs. Zum Dank wurde diese von ihm an den Sternenhimmel versetzt.
Capella wird auch Alhajoth genannt, was vermutlich eine arabisierte Form des griechischen Wortes αίξ (Ziege) ist.

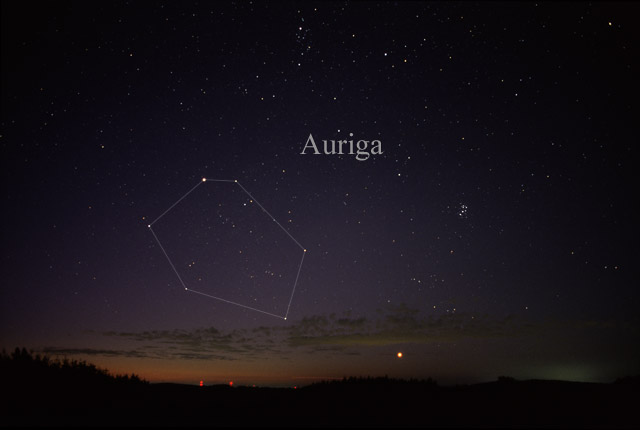
Capella ist der hellste Stern im Sternbild Auriga.

Capella ist mit 0,1 mag der sechsthellste Stern am Nachthimmel und nach Arktur und Wega der dritthellste am Nordhimmel. Capella bildet die nördliche Spitze des Wintersechsecks.
Capella ist ein Doppel-Doppelsternsystem, bestehend aus den Komponenten Aa und Ab sowie H und L. Capella Aa und Ab kreisen im Abstand von 0,74 AE innerhalb von 104 Tagen um den gemeinsamen Schwerpunkt auf fast perfekten Kreisbahnen.
Die beiden Doppelsternsysteme Aa-Ab und H-L (unter Einzeldaten Doppelsternsysteme A und H / L) haben im Mittel einen projizierten Abstand von ca. 9.500 AE zueinander. Während die Komponenten Aa (Spektralklasse G8 III) und Ab (Spektralklasse G0 III) zu den sogenannten Gelben Riesen zählen, handelt es sich bei H (Spektralklasse M1) und L (Spektralklasse M5) um Rote Zwerge, die sich im Abstand von knapp 49 AE und einer Periode von ca. 300 Jahren umkreisen.
Es handelt sich um ein physisch gebundenes, hierarchisches Quadrupel-System.
Mit einer Entfernung von gut 43 Lichtjahren gehören die beiden Hauptsterne zu den der Erde relativ nahen Riesensternen. Aufgrund der Eigenbewegung des Systems zählt Capella zum Hyaden-Strom (siehe auch Sternströme), einer weit verteilten Gruppe von Sternen, deren physikalischer Zusammenhang noch ungeklärt ist.

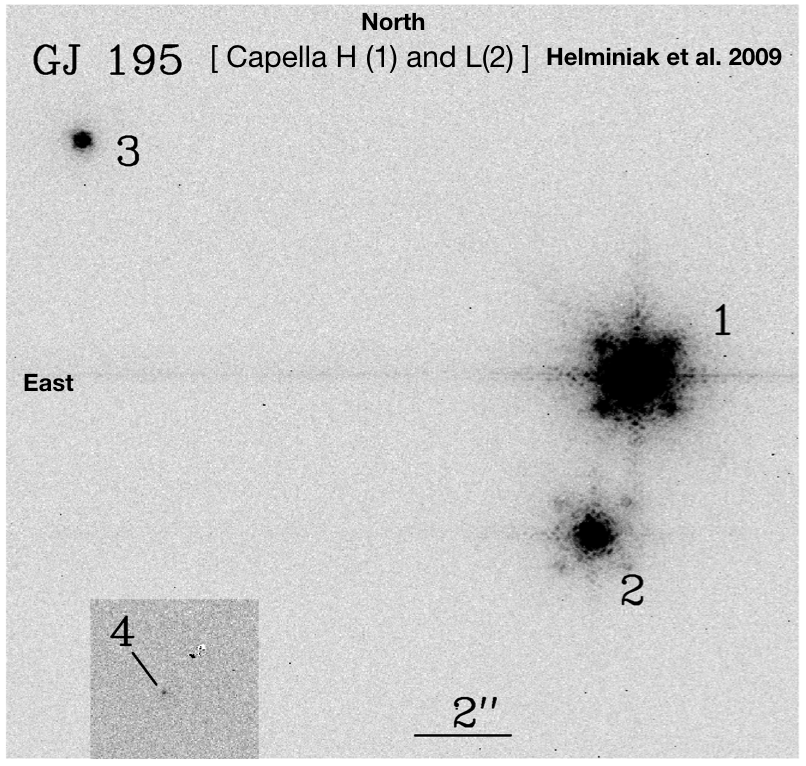
Adaptive-Optik-Aufnahme von Capella H (1) und L (2) im nahen Infrarot mit dem Hale-Teleskop